# Stazione di Nigolosu
La stazione di Nigolosu è una fermata ferroviaria presente nel territorio comunale di Magomadas posta lungo la linea Macomer-Bosa, utilizzata esclusivamente per i servizi turistici legati al Trenino Verde.

## Storia
La fermata fu realizzata nell'ultima parte dell'Ottocento, periodo in cui venne realizzata la ferrovia a scartamento ridotto tra Bosa e Macomer ad opera della Strade Ferrate Secondarie della Sardegna: sia la linea che la fermata furono inaugurate il 26 dicembre 1888.
Successivamente lo scalo passò alla gestione delle Ferrovie Complementari della Sardegna nel 1921, continuando la sua attività sino al 14 giugno 1981, data in cui la Macomer-Bosa fu chiusa per le cattive condizioni dell'armamento ferroviario, salvo poi riaprire l'anno successivo nella sola porzione tra Macomer e Tresnuraghes.
Nel decennio successivo le Ferrovie della Sardegna (dal 1989 gestore delle linee ex FCS) portarono avanti un progetto di riapertura del tracciato tra Tresnuraghes e Bosa Marina, sebbene destinato all'utilizzo esclusivo per il servizio turistico aziendale, il Trenino Verde, il tutto con finanziamenti comunitari e dell'ESIT. La fermata fu quindi ripristinata allo scopo ed il 10 maggio 1995 si registrò la riapertura della Tresnuraghes-Bosa Marina e della fermata, che da allora viene utilizzata per i viaggi turistici del Trenino Verde, effettuati principalmente in periodo estivo. Dal 2010 l'impianto è gestito dall'ARST.

## Strutture e impianti
Posta nelle campagne a ovest dell'abitato di Magomadas, la fermata è di tipo passante e comprende il solo binario di corsa a scartamento da 950 mm, dotato di una banchina su cui è posto il rifornitore idrico dell'impianto, del tipo a cisterna metallica.

## Movimento
L'impianto dal maggio 1995 è utilizzato esclusivamente per le relazioni turistiche del Trenino Verde, attività gestita a partire dal 2010 dall'ARST. Oltre allo svolgimento delle corse effettuate su richiesta dei turisti la fermata è attiva nel periodo compreso tra la primavera e l'autunno in cui vengono espletate relazioni "a calendario".